# Aglaia luzoniensis
Aglaia luzoniensis là một loài thực vật]] thuộc họ Meliaceae. Loài này có ở Indonesia và Philippines.